# Zadelpijn (film)
Zadelpijn is een Nederlandse film uit 2007, geregisseerd door Nicole van Kilsdonk en gebaseerd op het boek Zadelpijn en ander damesleed van Liza van Sambeek.
De film werd als onderdeel van Telefilm uitgezonden op 15 april 2007. Tevens werd het boek in 2010 bewerkt door Wiske Sterringa tot een toneelvoorstelling. De regie was in handen van Bruun Kuijt.

## Verhaal
Zeven vrouwen gaan een week fietsen in Frankrijk. Vooraf zijn er al problemen om bij elkaar te komen, maar de reis gaat door. Wat een mooie fietsvakantie in Normandië zou moeten worden, ontaardt al gauw in persoonlijke problemen en ruzie, nadat een van de vriendinnen is vreemdgegaan met de man van een andere vriendin. Het gelukkigst lijkt de vrouw die er het slechtst aan toe is, maar haar vriendinnen vinden het moeilijk om haar erbij te betrekken omdat ze kanker heeft. De reis doorstaan de vrouwen met vooral cynische grappen.

## Rolverdeling
- Monique van de Ven, als An
- Gijs Scholten van Aschat, als Hugo
- Wivineke van Groningen, als Mariet
- Jacqueline Blom, als Agnes
- Lineke Rijxman, als Nina
- Renée Fokker, als Sonia
- Sylvia Poorta, als Yvonne
- Truus te Selle, als Claudia
- Raymonde de Kuyper, als Max